# Chromodoris aila
Chromodoris aila es una especie de molusco nudibranquio de la familia Chromodorididae.

## Alimentación
Es carnívoro y come principalmente esponjas. También come otras especies de nudibranquios.

## Reproducción
Como todos los opistobránquios, son hermafroditas y producen tanto huevos como esperma. El conducto genital y la prominente abertura genital están situados cerca de la cabeza, en el lado derecho del cuerpo. Tras la fertilización producen larvas planctónicas, que cuentan con una concha para protegerse durante la fase larval, y que, al evolucionar a su forma definitiva la pierden.